# Stema Angliei

Stema Angliei

Stema Angliei este compusă dintr-un medalion cu trei lei în mijloc de sus până jos.